# X In Search of Space
X In Search of Space es el segundo álbum de Hawkwind, editado en 1971 por United Artists Records.
El disco ahonda en la propuesta de rock espacial y lisérgico del álbum debut, contando aquí con la presencia del bajista del grupo alemán Amon Düül II, Dave Anderson, en reemplazo del miembro original John Harrison, no obstante Anderson se alejaría de Hawkwind tras este LP, siendo substituido por Lemmy Kilmister.
Huw Lloyd-Langton (guitarra) también dejó la banda tras el primer disco, aunque no se buscó un reemplazante, haciéndose cargo de las seis cuerdas Dave Brock y el bajista Anderson, mientras que Del Dettmar fue agregado en sintetizadores, junto a Dik Mik.
X In Search of Space fue el primer álbum relevante en la carrera de Hawkwind, y aún es considerado uno de sus máximos clásicos. La portada y el arte gráfico integral, de corte cósmico-épico, fueron creados por el artista Barney Bubbles.

## Lista de canciones
Lado A
1. "You Shouldn't Do That" (Turner/Brock) – 15:42
2. "You Know You're Only Dreaming" (Brock) – 6:38

Lado B
1. "Master of the Universe" (Turner/Brock) – 6:17
2. "We Took the Wrong Step Years Ago" (Brock) – 4:50
3. "Adjust Me" (Hawkwind) – 5:45
4. "Children of the Sun" (Turner/Anderson; Blue Mountain Music) – 3:21

Bonus tracks CD (1996)
1. "Seven By Seven" (Original Single Version) (Brock) – 5:24
2. "Silver Machine" (Original Single Version) (Live at the Roundhouse) (Calvert/Brock) – 4:40
3. "Born to Go" (Live Single Version Edit) (Live at the Roundhouse) (Calvert/Brock) – 5:04

## Personal
- Dave Brock: guitarra, voz, armónica, teclados
- Nik Turner: saxo, flauta, voz
- Dave Anderson: bajo, guitarra
- Del Dettmar: sintetizador
- Dik Mik: sintetizador
- Terry Ollis: batería